# 弗蘭克維爾 (密蘇里州)
弗蘭克維爾（英語：Frankville）是位於美國密蘇里州豪厄爾縣的非建制地區。

## 歷史
弗蘭克維爾的郵局於1869年設立，其後於1874年停運。

## 地理
弗蘭克維爾所處的海拔為高於海平面296米（即971英呎），而該地所採用的時區為UTC-6，即北美中部時區（CST）。同時該地設有夏令時間，為UTC-6調快一小時，即UTC-5（CDT）。